# Funkcje języka
Funkcje języka – relacje języka do szeroko rozumianego środowiska. Przez środowisko rozumie się tu świat, rzeczywistość, przyrodę, społeczeństwo, ludzi, struktury społeczne, kulturę, procesy psychiczne, emocje, sytuacje komunikacyjne.

## Podstawowe funkcje języka
Językowi przypisywane są trzy podstawowe funkcje:
- kognitywna – poznawcza, racjonalna. Polega ona na wyrażaniu myśli, sądów, idei, pojęć, ale także na realizowaniu ich. Funkcja ta polega na zdobywaniu wiedzy o świecie. Badają ją: logika, psychologia, filozofia.
- społeczna – odzwierciedla miejsce i rolę języka w relacjach społecznych. Język jest narzędziem tworzenia i regulowania relacji społecznych. Jest też najważniejszym narzędziem podziału kompetencji i układu ról społecznych w różnych sytuacjach. Badają ją: socjologia, psychologia społeczna, medioznawstwo.
- afektywna – emotywna, ekspresywna. Jest związana z przekazywaniem emocji. Badają ją: poetyka, literaturoznawstwo, psychologia twórczości.

Według innego podziału, stosowanego w polskim piśmiennictwie językoznawczym, istnieją następujące funkcje języka:
- funkcja nazywająca, zwana również poznawczą, polega na nazywaniu rzeczywistości otaczającej człowieka
- funkcja komunikatywna, polegające na wymianie informacji o świecie zewnętrznym
- funkcja ekspresywna, polegająca na wyrażaniu uczuć
- funkcja prezentacyjna, polegająca na identyfikacji mówiącego za pomocą języka, jakiego używa (klasa społeczna, wykształcenie, pochodzenie geograficzne)
- funkcja impresywna, polegająca na budzeniu uczuć u odbiorcy
- funkcja estetyczna, polegająca na zaspokajaniu u człowieka potrzeb estetycznych za pomocą języka.

## Historia
Językoznawstwo przez 2000 lat nie zajmowało się funkcjami języka. Dopiero w XX wieku, kiedy pojawia się językoznawstwo kulturalne, pojawiają się lingwistyczne teorie funkcjonowania języka. I tak w 1925 roku austriacki psycholog Karl Bühler wydał książkę Teoria języka. W Teorii została omówiona teoria języka jako narzędzia psychologicznego, jako narzędzia oddziaływań na innych ludzi. Przedmiotem zainteresowania autora są w niej ludzkie zachowania, opis psychiki człowieka. Badacz ten uważał, że w systemie współdziałań międzyludzkich język jest narzędziem w tym samym stopniu, co gestykulacja i inne znaki pozawerbalne. Rozpatrywał język w kategoriach funkcjonowania. Funkcję języka pojmował jako bezpośrednie oddziaływanie języka na uczestników aktu mowy. Wyróżnił trzy podstawowe funkcje języka :
- funkcja znaku, przedstawiania, opisywania stanu rzeczy i przedmiotów. Funkcję tę uważa się za najważniejszą dlatego, że pełnią ją tylko języki naturalne.
- funkcja wyrażania siebie, ekspresywne wyrażanie psychologicznych i fizjologicznych cech nadawcy. Znaki występują tu jak symptomy pewnych stanów i cech nadawcy.
- funkcja apelacyjna, impresywna, funkcja oddziaływania na odbiorcę za pośrednictwem mówienia. Znak jest tu sygnałem dla odbiorcy np.: stój, chodź.

Te trzy wymienione funkcje opierają się na następujących relacjach: relacji do podmiotu mówienia, relacji do mówiącego, relacji do słuchającego. Klasyfikacja Buhlera ma charakter aksjomatyczny (deterministyczny). U jej podstaw leżą logiczne założenia system podstaw i idei.
W latach 60. Roman Jakobson napisał artykuł Lingwistyka a poetyka, bazując na teorii C. Shannona i pracach Bronisława Malinowskiego. Jakobson proponuje aksjomatyczną teorię struktury aktu mowy. Funkcje języka są w tej koncepcji przyporządkowane elementom sytuacji komunikacyjnej, a przede wszystkim są przyporządkowane różnym orientacjom na różne elementy tej sytuacji. Możliwa jest przy tym orientacja na:
- nadawcę – funkcja ekspresywna, w której celem komunikatu jest nadawca;
- odbiorcę – funkcja impresywna (konatywna), której istotą jest wpływ na partnera;
- kontekst – funkcja przedstawieniowa (referencyjna, symboliczna), czyli reprezentacja przedmiotów i faktów;
- kod – funkcja metajęzykowa, która koncentruje się na samym kodzie (opisuje język);
- kontakt – funkcja fatyczna, czyli nawiązanie i podtrzymywanie kontaktów w społeczeństwie;
- komunikat – funkcja poetycka, czyli operacje ze znakami, z formą językową tekstu, koncentracja uwagi na sposobie mówienia.

Michael Halliday, twórca londyńskiej szkoły funkcjonalnej, autorytet w zakresie lingwistyki funkcjonalnej, doszedł do wniosku, że język dzieci ma o wiele więcej funkcji. Są to:
- funkcja interaktywna czyli interpersonalna, np. zabierz!, polegająca na używaniu języka jako narzędzia komunikacji społecznej; w zakresie tej funkcji Halliday rozróżnił funkcję regulacyjną sprowadzającą się do regulowania stosunków społecznych za pomocą formy przekazywania komunikatów, oraz funkcję indeksową (manifestacyjną), która występuje, gdy mówiąc o czymś nadawca wyraża przynależność do pewnej grupy społecznej;
- funkcja reprezentacyjna czyli reprezentacja jakichś stanów rzeczy, np. ba!; obejmuje nazywanie, przedstawianie komunikacji w formie znaków językowych, stanów racjonalnych, a także stany nieracjonalne, emocjonalne
- funkcja tekstowa, polega na organizacji aktów mowy, tekstu, za pomocą wyrazów językowych, a także uporządkowanie w tekście wyrazów funkcyjnych, np. oraz.

## Funkcje języka według M. Hallidaya
Michael Halliday wyróżnił podstawowe funkcje języka:
- instrumentalna – język jako narzędzie do wyrażania potrzeb
- regulująca – język jako narzędzie rozkazujące i regulujące kontakty międzyludzkie
- interaktywna – język jako podstawowy sposób kontaktów międzyludzkich
- reprezentująca – język jako narzędzie do przetwarzania  wiedzy
- imaginacji – język jako narzędzie przekazywania myśli i wyobrażeń
- heurystyczna – język umożliwiający uczenie się
- personalna – język jako narzędzie wyrażające emocje i odczucia

## Funkcje języka według A. Kiklewicza
Można także wyróżnić za Aleksandrem Kiklewiczem funkcje języka, uwzględniając jego relacje do środowiska:
- funkcja nominatywna (przedstawieniowa, metajęzykowa, nazywająca) polega na tym, że  jednostki języka, wyrazy, zdania występują jako znaki przedmiotów i stanów rzeczy. W pewnym stopniu struktura semantyczna znaczeniowo odzwierciedla strukturę świata. Według hipotezy relatywizmu lub determinizmu lingwistycznego, sformułowanej przez Edwarda Sapira, rozwiniętej później przez Benjamina Whorfa, język określa sposób i formy poznania świata przez człowieka. Autorzy ci twierdzili, że na naszą kulturę wpływa język. Stali się twórcami psycholingwistyki – chcieli udowodnić, że gramatyka wpływa na nasze procesy poznawcze. Dziś tym zagadnieniem zajmuje się lingwistyka kognitywna.
- funkcja kognitywna (poznawcza, funkcjonalna, encyklopedyczna) to rola języka w procesach poznania świata przez człowieka. Każdy język jest źródłem informacji o świecie. Opanowanie języka jest zawsze przyswojeniem wiedzy o świecie. Źródłem informacji są przede wszystkim znaki, wyrazy, idiomy. Poznawcza funkcja języka jest najbardziej oczywista w przypadku przyswajania języków obcych. Funkcja kognitywna to fragment wiedzy człowieka o świecie (czyli koncept). Każdemu znakowi, wyrazowi języka, nie tylko przyporządkowane jest znaczenie leksykalne, ale także określa on kategorie kognitywne, które są bogatsze, szersze niż znaczenie leksykalne. Każde wyrażenie językowe, każdy tekst interpretowany jest w świetle jakiejś określonej kategorii kognitywnej.
- funkcja perceptywna (dekodująca) to rola języka jako środka rozumienia tekstów. W wielu sytuacjach komunikacji wirtualnej język ma jedynie funkcje odbiorczą.
- funkcja komunikacyjna (społeczna, pierwotna) umożliwia relacje społeczne, realizowanie wspólnej działalności, podział ról w społeczeństwie. Występuje w kilku rodzajach:
a) funkcja interaktywna (interpersonalna), w której język jest najważniejszym narzędziem przekazywania informacji i oddziaływania na partnerów za pomocą informacji. W latach 60. XX w pojawiła się pragmalingwistyka, która bada użycie języka w społeczeństwie, w aktach mowy. Jej twórcą był angielski filozof John Langshaw Austin. Wydał książkę O aktach mowy. Przedmiotem tej teorii nie są tylko zdania językowe, ale też czynności, które realizujemy artykułując zdania. Austin rozróżnił 3 aspekty wyrażeń językowych: lokucja – samo wypowiedzenie jakiejś treści, samo zdanie, np. Dzień dobry!, illokucja – intencja, zamiar, plan, który realizuje człowiek za pomocą wyrażenia językowego (mówiąc Dzień dobry! realizuję akt przywitania się), perlokucja – zaplanowane następstwo, a więc to, co nadawca zakłada w czynnościach, w zachowaniu odbiorcy.
b) funkcja manifestacyjna (indeksowa) polega na tym, że za pomocą języka człowiek wyraża, manifestuje swoją przynależność lub nieprzynależność do pewnych grup społecznych. Zwykle w tym celu używa się socjolektów, np. ktoś, kto mówi w żargonie przestępczym, ujawnia, że należy do grona przestępczego.
c) funkcja fatyczna – pojęcie to wprowadził Bronisław Malinowski. Polega na tym, że za pomocą języka, w formie mówienia, stwarzamy i podtrzymujemy stosunki społeczne. Jest to czynność niedynamiczna, w pewnym sensie zachowanie fatyczne jest bezsensowne (np. puste rozmowy toczone tylko po to, by podtrzymać kontakt). Sam fakt rozmowy jest ważniejszy niż to, co się mówi.
- funkcja aktywna polega na użyciu języka w celu realizacji psychicznej, intelektualnej lub emocjonalnej aktywności człowieka. Najczęściej realizuje się jako funkcja emotywna: a) funkcja myślowa – realizacja myślenia przez mówienie, b) mówienie wewnętrzne (mówienie bez słów, L. Wygocki), c) mówienie egocentryczne czyli echologia (J. Piaget) – w mówieniu dzieci ponad 80% tekstów nie ma adresata, zwykle jest to mówienie w celu echologii, czyli w celu przyswojenia języka, d) funkcja tekstowa – wykorzystanie języka w celu pisania tekstów. W przypadku tekstów pisanych odbiorca jest wirtualny, a czasami nie istnieje.
- funkcja magiczna (kreacyjna) – polega na wierze człowieka w to, że znaki językowe, przede wszystkim wyrazy, to naturalne części nazywanych przedmiotów, rzeczy, a więc używając ich możemy oddziaływać na rzeczy, na świat. Człowiek wierzy, że mówiąc może oddziaływać na przedmioty materialne, np. dzień dobry oddziałuje magicznie, sprawia, że ktoś będzie miał dobry dzień, że będzie zdrów.